# Tĩnh Tây
Tĩnh Tây (靖西市) là một thành phố cấp huyện thuộc thành phố cấp địa khu Bách Sắc của khu tự trị dân tộc Choang Quảng Tây, Trung Quốc. Thành phố này rộng 3.331 km² và có dân số là 605.100 người (2010), người Tráng chiếm 99,71%. Thành phố này giáp với tỉnh Cao Bằng của Việt Nam. Thành phố Tĩnh Tây có các cửa khẩu sang Việt Nam là Long Bang, Bình Mãng, Khoa Giáp, Thạch Long, Nhạc Vu,....
Năm 1979, quân Trung Quốc tấn công Việt Nam từ khu vực này.

## Phân chia hành chính
Huyện Tĩnh Tây có 11 trấn, 8 hương:
- Trấn: Tân Tĩnh (新靖), Vũ Bình (武平), Hóa Đồng (化峒), Hồ Nhuận (湖润), Nhạc Vu (岳圩), Long Bang (龙邦), Địa Châu (地州), Lộc Đồng (禄峒), Long Lâm (龙临), An Đức (安德), Cừ Dương (渠洋).
- Hương: Đồng Đức (同德), Nhâm Trang (壬庄), An Ninh (安宁), Thôn Bàn (吞盘), Nam Pha (南坡), Quả Lạc (果乐), Khôi Vu (魁圩), Tân Giáp (新甲).